# Marine Corps Base Camp Lejeune
Pour les articles homonymes, voir Lejeune.
Le Marine Corps Base (MCB) Camp Lejeune (ou camp Lejeune) est une base de l’United States Marine Corps située à Jacksonville en Caroline du Nord aux États-Unis.

## Histoire
La construction de la base débute en avril 1941 sur une étendue de 11 000 acres (45 km2) dans le comté d'Onslow en Caroline du Nord. En 1942, le camp est baptisé en l'honneur du 13e commandant du Corps des Marines, le Lieutenant-général John A. Lejeune.

## Commandements résidents
- II Marine Expeditionary Force
- Marine Corps Forces Special Operations Command
- 2nd Marine Division
- 2nd Marine Logistics Group
- 2nd Marine Expeditionary Brigade
- 22nd Marine Expeditionary Unit
- 24th Marine Expeditionary Unit
- 26th Marine Expeditionary Unit
- 2nd Reconnaissance Battalion
- 2nd Intelligence Battalion
- Marine Corps Installations East
- Marine Corps Engineer School
- United States Marine Corps School of Infantry
- Marine Corps Combat Service Support Schools
- Reserve Support Unit
- Naval Hospital Camp Lejeune
- Field Medical Training Battalion (FMTB)
- Joint Maritime Training Center (USCG)
- Marine Special Operations Regiment
- Marine Special Operations Support Group